# Латинсько-український словар
«Лати́нсько-украї́нський слова́р» — латинсько-український словник, виданий Юліаном Кобилянським у Відні 1912 року.

## Сутність

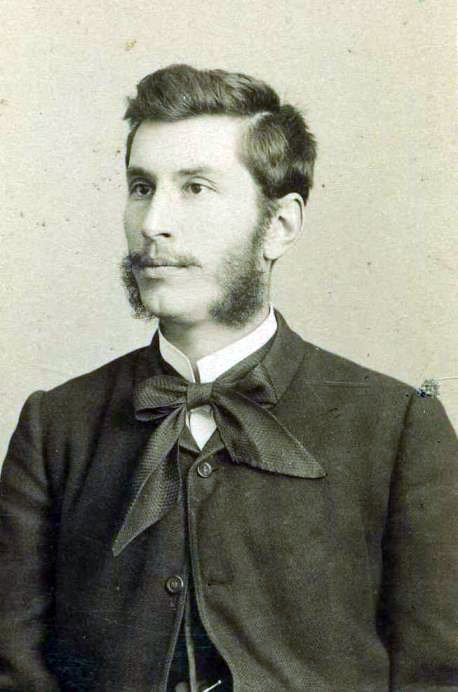
Юліан Кобилянський

Словник містить приблизно 15 тисяч латинських слів, яким подано точні чи близькі за своїм значенням українські відповідники.

### Критика
П. Й. Горецький, характеризуючи словник Ю. Кобилянського, пише, що в українській частині автор прагнув передусім подати загальноукраїнську лексику, що західноукраїнських діалектизмів у цім словнику мало.
Аналізуючи цей розділ, укладачеві «Латинсько-українського словаря» не можна дорікнути через нехтування загальноукраїнською лексикою, але не можна й сказати, що в нім рідко вживано західноукраїнських діалектизмів. Однак у словнику подано також чимало слів і словосполук, невластивих українській мові, як-от: ошибатися, притиворічить собі, доморідні («тубільці»), нарушати, пропасть, прятати, освободженє, совершеність, бодрість, довжник, склонювати, прибори тощо. Отже, «Латинсько-український словар» Ю. Кобилянського не міг бути нормативним словником української літературної мови. Учням середньої школи важко було перекласти твори латинських авторів українською згідно з її лексичними нормами, бо в словнику не позначено діалектизмів, архаїзмів тощо. У той самий час саме даний словник давав змогу учням ознайомитися із загальноукраїнською лексикою й фразеологією, що до деякої міри сприяло виробленню й поширенню єдиних норм літературної мови.